# Skallvattensjön
Skallvattensjön är en sjö i Åsele kommun i Lappland och ingår i Ångermanälvens huvudavrinningsområde. Sjön har en area på 0,331 kvadratkilometer och ligger 408 meter över havet.

## Delavrinningsområde
Skallvattensjön ingår i det delavrinningsområde (710864-154859) som SMHI kallar för Utloppet av Eldsjön. Medelhöjden är 381 meter över havet och ytan är 14,52 kvadratkilometer. Räknas de 5 avrinningsområdena uppströms in blir den ackumulerade arean 96,65 kvadratkilometer. Sallsjöån (Eldsjöån) som avvattnar avrinningsområdet har biflödesordning 5, vilket innebär att vattnet flödar genom totalt 5 vattendrag innan det når havet efter 284 kilometer. Avrinningsområdet består mestadels av skog (64 procent) och sankmarker (25 procent). Avrinningsområdet har 1,21 kvadratkilometer vattenytor vilket ger det en sjöprocent på 8,3 procent.